# Rumfordsuppe

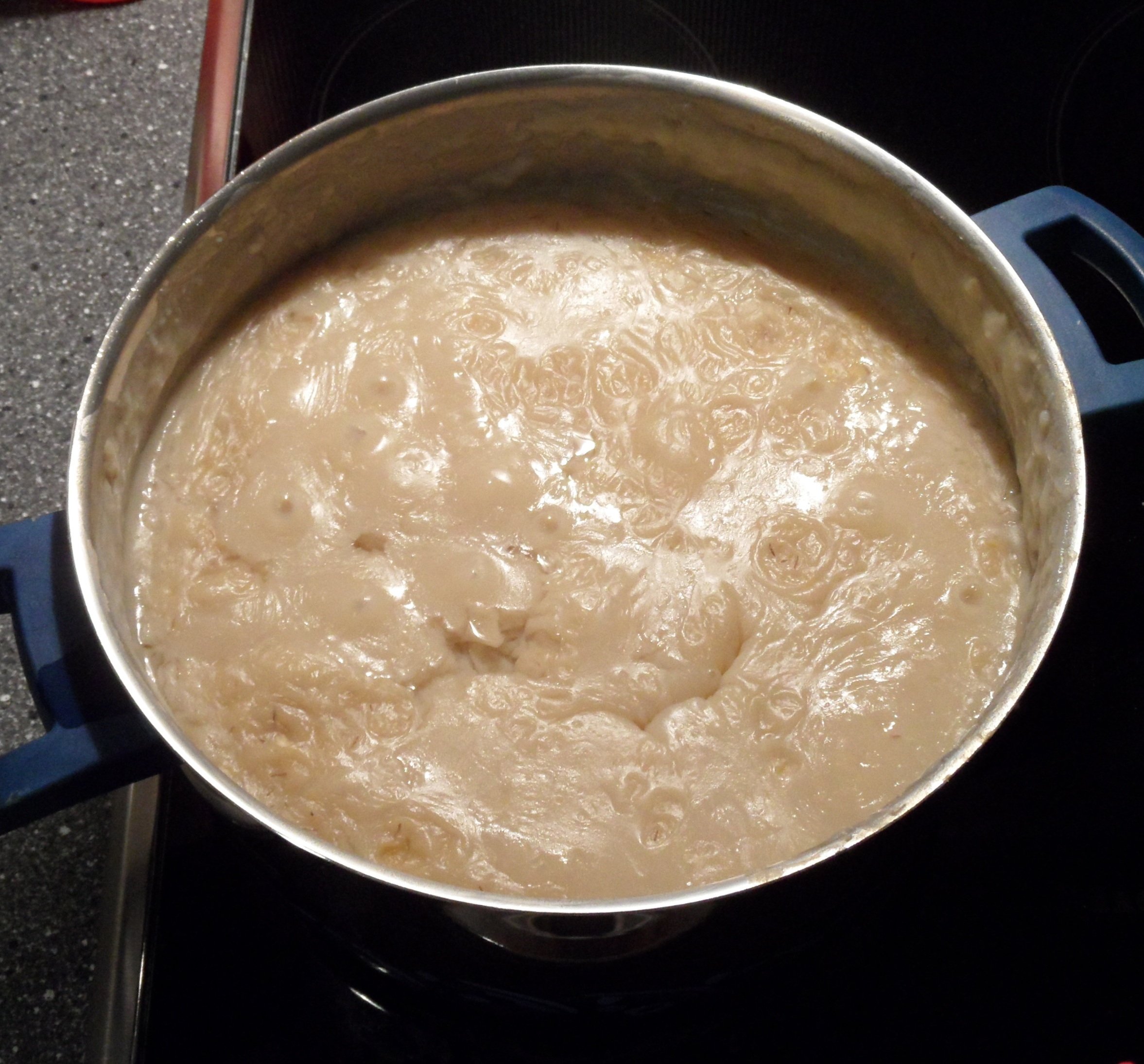
Einfache Rumfordsuppe aus Graupen und gelben Erbsen

Rumfordsuppe oder Rumfordsche Suppe ist eine preisgünstige nahrhafte Suppe auf der Grundlage von Graupen und getrockneten Erbsen. Benjamin Thompson, Reichsgraf von Rumford, erfand sie 1795 für die Soldaten der Armee seines Dienstherrn, des bayerischen Kurfürsten Karl Theodor von der Pfalz, und für die festgenommenen Bettler und Arbeitslosen in seinem Militärischen Arbeitshaus in der Münchener Au, um diese sparsam, aber dennoch nahrhaft zu versorgen.
Die Rumfordsuppe ist die bekannteste und bedeutendste Suppe der Suppenküchen. Bereits 1798 wurde sie in Hamburg übernommen und Graf Rumford zu Ehren nach ihm benannt. Auch die Koch- und Ausgabestellen der Rumfordsuppe wurden im 19. Jahrhundert ehrenhalber Rumfordische Suppenanstalt genannt. 1802 sicherte man dem Erfinder der Rumfordsuppe in Prag einen Platz unter den ausgezeichnetsten Wohltätern der Menschheit zu.

## Zubereitung

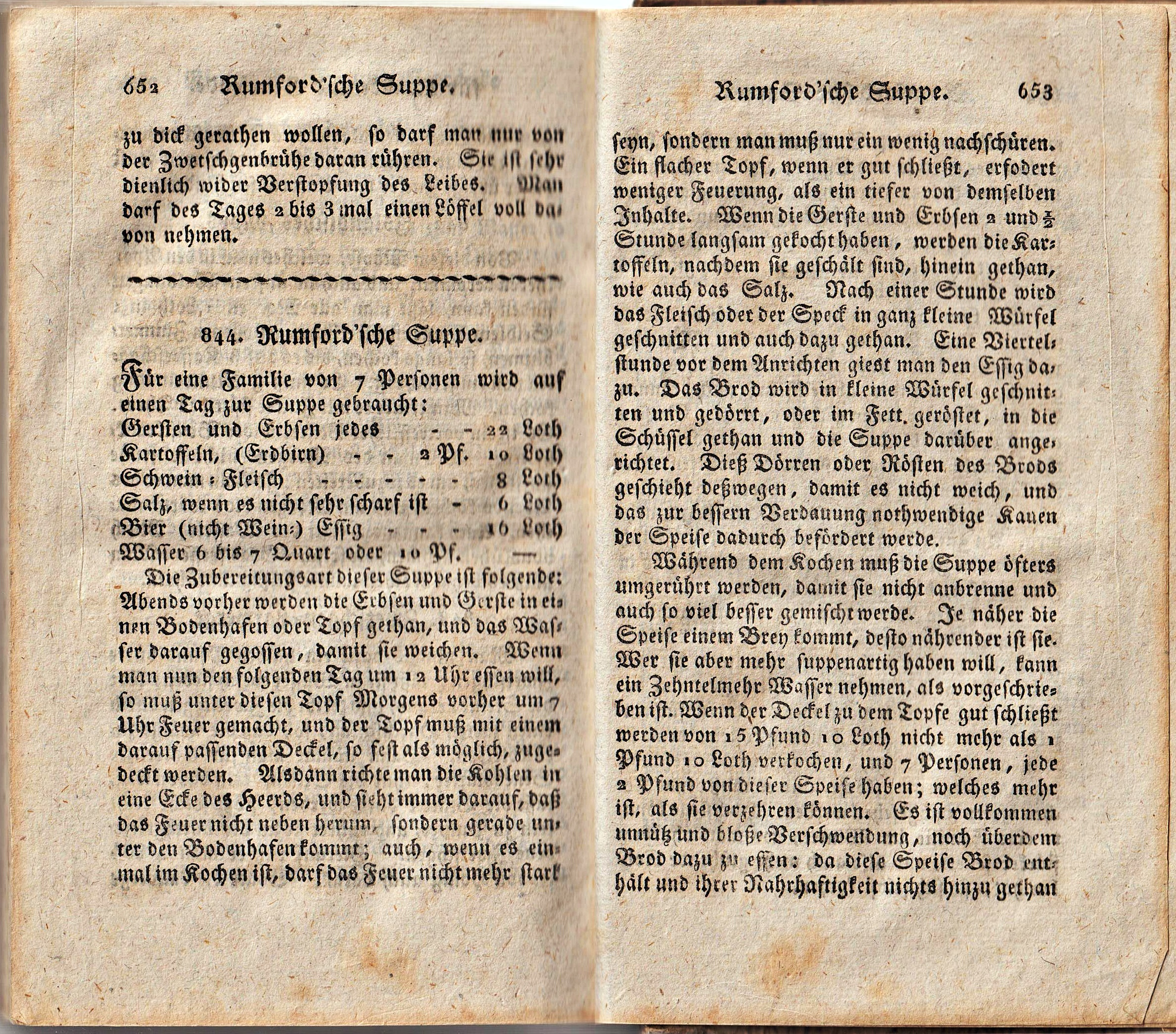
Zeitgenössisches Rezept für Rumford-Suppe, aus dem Kochbuch der Sophia Juliana Weiler, Augsburg, 1810

Die einfachste Rumfordsuppe besteht lediglich aus Graupen und Erbsen, die in Wasser über Stunden gekocht werden, bis eine sämige, dicke Suppe entsteht. Gewürzt wird sie mit Salz und Bieressig. Diese Suppe konnte im Arbeitshaus in der Münchener Au für drei Pfennig pro Portion hergestellt werden.
Nach Ansicht Rumfords boten Graupen die beste Grundlage für eine solche Suppe. Er schrieb:

„Alle andere europaischen Kornarten und Hülsen-Früchte, womit ich Versuche anstellte, thaten nur immer die halbe Wirkung, und gaben bey einerley Kosten nur die Hälfte Nahrungsstoff. Man kann daher die Gerste als den Reis von Grosbrittannien ansehen! Sie verlangt freylich ein langes und starkes Kochen; aber wenn dies gehörig geschieht, so verdickt sie eine große Maße Waßer und bereitet es, wie ich vermuthe, zur Zersetzung vor. Sie giebt also einer Suppe, von der sie einen Bestandtheil ausmacht, einen Reichthum an nährenden Stoff, den nichts anderes zu geben im Stande ist.“

Zur weiteren Kostenersparnis wurde folgend ein Teil der Graupen durch Kartoffeln ersetzt, was die Kosten um etwa einen weiteren Pfennig damaliger Währung pro Portion senkte. Auch empfahl Rumford, in die Suppenteller noch in dünne Scheiben geschnittenes altbackenes Weißbrot zu geben, das in Bäckereien übrig geblieben war – weil so gekaut werden muss: „Das Kauen befördert bekanntlich die Verdauung sehr kräftig; auch verlängert es die Dauer des Genußes beym Eßen“, wie Rumford anmerkte.
Rumford und spätere Kochbuchautoren empfahlen andererseits auch reichhaltigere Rezepte, ergänzt um Gemüse wie Zwiebeln, Karotten, Knollensellerie, Steckrüben, Lauch, Kohlrabi, Weißkohl oder Sauerkraut. Das Wasser wird ersetzt durch Knochenbrühe, angereichert mit etwas Fleisch wie frischem oder gepökeltem Schweine- oder Rindfleisch, Speck oder Innereien. Diese reichhaltigere Suppe wird je nach Rezept mit Gewürzen und Kräutern wie Pfeffer, Majoran oder Thymian gewürzt, dafür wird meist auf den Essig verzichtet. Das Brot wird in Scheiben oder Würfeln in Fett geröstet. Solche Varianten fanden auch Eingang in die bürgerliche Küche des 19. Jahrhunderts.

## Geschichte

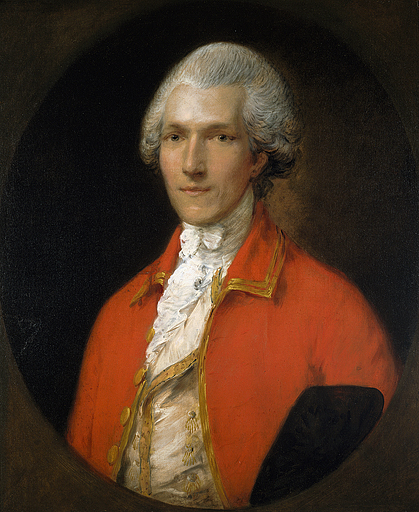
Benjamin Thompson, Reichsgraf von Rumford, Porträt von Thomas Gainsborough

In der Zeit der Koalitionskriege gegen die Truppen Napoleons verarmte die städtische Bevölkerung und war in vielen Orten auf Suppenküchen angewiesen, in denen dann oft Rumfordsuppe ausgegeben wurde.
Zum Jahreswechsel 1803/1804 wurde diese Suppe auch im preußischen Schlesien eingeführt. Über die kostenlose Ausgabe in Grünberg berichteten die Schlesischen Provinzialblätter am 18. Februar 1804:

„Unsere Stadt erfreut sich jetzt einer wohlthätigen Veranstaltung mehr. Um den Armen unserer Stadt zu Hülfe zu kommen, sind auch hier die Rumford-Kraftsuppen nach den gewöhnlichen Ingredienzen eingeführt worden und die mit dieser Suppe seit dem 27. Decbr. 1803 gemachten Proben sind so ausgefallen, daß sie das davon gepriesene Gute bestätigt haben. Der Polizeidirector Höpfner läßt die Suppe vor der Hand und bis in der Folge dazu ein Fond ausgemittelt oder bis dazu durch wohlthätig Gesinnte freywillige Geschenke geleistet werden, allwöchentlich zweymal mit verschiedenen Abwechslungen auf 40 Personen zubereiten und an Arme unentgeltlich austheilen.“

Im Jahre 1816, dem Jahr ohne Sommer, wurde die Rumfordsuppe in Bayern zur Milderung der Hungersnot abgegeben.
Mercks Warenlexikon von 1920 kennt unter dem Stichwort „Suppendauerwaren“ (die als „Gemische von Fleisch mit Mehl, Gemüsen und Fett“ definiert werden) eine „sog. Rumfordsuppe“, vor dem Kochen in Wasser bestehend aus 44,7 % Mehl, 31,8 % Graupen, 13,5 % groben Fleischstücken und 10,0 % Kochsalz.
Henriette Davidis’ Praktisches Kochbuch, bearbeitet von Gertrude Wiemann 1911, erwähnt im Teil 4 (Suppen) Nr. 64 „Suppen von komprimierten Suppenpulvern“ (die „von anerkannten Firmen in guter Qualität und reicher Auswahl geliefert“ werden): Reissuppe, Nudelsuppe, Erbsuppe, Kartoffelsuppe, Rumfordsuppe. „Diese Suppen zeichnen sich durch große Billigkeit und denkbar einfachste Art der Herstellung aus. Eine Suppe für vier Personen kostet 20-30 Pfennige“.

## Rezensionen
Die Rumfordsche Suppe wurde seit ihrer Erfindung immer wieder rezensiert:
- Karl Marx, der 1867 in der Erstauflage seines Werkes Das Kapital über Rumfords Rezept auch von Mais und Hering als Zutaten schrieb, bezeichnete die Rumfordsche Suppe als „Warenfälschung“ – und fand für den Suppenerfinder nur wenig schmeichelhafte Worte: „ein amerikanischer Humbug“.[5]
- Heinrich Heine verwendete die Suppe als Metapher: „Alle überlieferte Heiterkeit, alle Süße, aller Blumenduft, alle Poesie wird aus dem Leben herausgepumpt werden, und es wird davon nichts übrigbleiben als die Rumfordsche Suppe der Nützlichkeit.“[5]

## Witze über den Namen
Die im deutschen Sprachraum verbreitete Anekdote, die Suppe trüge deshalb ihren Namen, weil alles, was in der Küche noch „rum“liege und „fort“ müsse, für die Suppe verarbeitet wird, ist eine Volksetymologie bzw. ein Wortwitz ohne jeden historischen oder sachlichen Bezug.

## Ähnliche Gerichte
- Erbsensuppe, Erbswurst
- Gerstensuppe